# الحرب الأهلية الفنلندية
 الحرب الأهلية الفنلندية  (بالفنلندية Suomen sisällissota) جزء من الفوضى الوطنية والاجتماعية التي سببتها الحرب العالمية الأولى (1914-1918) في أوروبا. دارت رحى الحرب بفنلندا في الفترة من 27 يناير حتى 15 مايو من عام 1918 بين قوات الديمقراطيين الاشتراكيين بقيادة وفد شعب فنلندا والمعروفة باسم «الحـُمر» (punaiset)، وقوات المحافظين المناوئة للاشتراكيين ذوي الأغلبية في مجلس الشيوخ والمعروفة باسم«البيض» (valkoiset). ساندت جمهورية روسيا السوفياتية الحـُمر، في حين تلقى البيض مساعدات عسكرية من الإمبراطورية الألمانية.
كانت فنلندا في سنة 1917 تحت حكم الإمبراطورية الروسية. سببت ثورتا فبراير وأكتوبر من عام 1917 في روسيا هزيمة الامبراطورية في الحرب العالمية الأولى وانهيارها بالكامل. أدت الفوضى الروسية إلى انهيار الدولة الفنلندية وتفكك المجتمع الفنلندي بانقسامات اقتصادية واجتماعية والسياسية، وكان نظامها السياسي يمر بمرحلة ديمقراطية وتحديث غير مستقرة. ولكون فنلندا موحدة ثقافياً ووطنياً إلى حد كبير فإن حرب الأهلية اللاحقة لم تنطو على انقسامات عرقية أو دينية. أدى تفكك روسيا بفنلنديين لإعلان الاستقلال في السادس من ديسمبر سنة 1917. رغم تأييد غالبية الفنلنديين لسيادة الدولة، إلا أن الإعلان تم في سياق وجود فراغ في السلطة أعقب انهيار روسيا فتعمـّق التنافس على زعامة الدولة بين الحركة العمالية اليسارية (الديمقراطيون الاشتراكيون)، والمحافظين الأكثر اليمينية. لم يكن أيٌ من الجانبين مستعداً لتقديم تنازلات سياسية، ساعـيين لتحقيق التفوق لفصيليهما، نظراً لطبيعة البنى السياسية والاجتماعية للبلاد والتي ظهرت في القرن التاسع عشر. في النهاية، اخترقت أزمة الحكم والسلطة كل مستويات المجتمع، من الإدارة المحلية حتى مواقع العمل.
وبسبب انعدام وجود شرطة وقوات جيش مقبولتين عموماً للحفاظ على النظام في فنلندا بعد مارس 1917، بدأ اليسار واليمين ببناء مجموعات أمنية خاصة بهما، الأمر الذي أدى إلى ظهور قوتين شبه عسكريتين، الحرس الأبيض والحرس الأحمر. بذلك نشأ بين الفنلنديين جوٌ من العنف السياسي والخوف وسوء الظن. اندلع القتال خلال يناير 1918 بسبب الأعمال التي قام بها كل من الحـُمر والبيض في دوامة من التصعيد العسكري والسياسي. لم يشذ مصير الفنلنديين خلال 1917-1918 عن المفهوم الذي يتجلى غالباً في تاريخ انفصال الأمم الصغيرة عن الدول الكبرى (المفككة).
شن الحـُمر هجوماً عاماً فاشلاً من منتصف فبراير حتى أوائل مارس. وشن البيض هجومهم العام 15 مارس سنة 1918. ظل عدد كبير من الجنود الروس متمركزين في فنلندا في بداية عام 1918، ولكن لكون غالبية هذه القوات غير مستعدة للقتال، ولانسحابها من فنلندا بحلول نهاية مارس، كان توريد الأسلحة الدعم الرئيسي من روسيا السوفياتية للحـُمر. تعزز هجوم البيض بتدخل فرقة بحر البلطيق من الجيش الألماني في مناطق جنوب فنلندا يوم 3 أبريل. معركتا تامبيري وفيبوري التي فاز بها البيض ومعركة هلسنكي التي فازت بها القوات الألمانية كانت المواقع الحاسمة في لحرب، وأدت إلى انتصار البيض.
في أعقاب أزمة 1917-18 والحرب الأهلية، خرجت فنلندا من الحكم الروسي إلى منطقة نفوذ الامبراطورية الألمانية. حاول مجلس الشيوخ الفنلندي المحافظ إقامة ملكية فنلندية يحكمها ملك ألماني، ولكن بعد هزيمة ألمانيا في الحرب العالمية الأولى، برزت فنلندا واقعاً كجمهورية ديمقراطية مستقلة.
ما تزال الحرب الأهلية أكثر الأحداث إثارة للجدل والمشاعر في تاريخ فنلندا الحديثة، وثمت خلافات حتى حول كيفية تصنيفها. لقي ما يقرب من 37,000 شخص مصرعهم أثناء الصراع، معظمهم بعيداً ساحات القتال. ثلاثة أرباع القتلى كانوا من المقاتلين الحـُمر والمتعاطفين معهم. معظم الوفيات كانت بسبب حملات الإرهاب السياسي ومعدلات الوفيات العالية بمعسكرات الاعتقال. سببت الاضطرابات نقصاً حاداً في الغذاء، ودمار الاقتصاد، وتمزق الجهاز السياسي، وانقسام الأمة الفنلندية لسنوات عديدة. أعيد توحيد البلاد ببطء عبر الحلول الوسط للمجموعات السياسية المعتدلة من اليسار واليمين. سهـّلت نتائج الحرب العالمية الأولى ووحدة الأمة وطنياً وثقافياً ما قبل 1918 تحول المجتمع الفنلندي نحو التطور السلمي.

## الخلفية
كانت الحرب العالمية الأولى العامل الرئيسي وراء الحرب الأهلية الفنلندية. سبب هذا الصراع انهيار الامبراطورية الروسية وثورة فبراير وثورة أكتوبر خلال عام 1917. فأدى ذلك إلى فراغ كبير في السلطة ونشوب نزاع عليها. وأصبحت دوقية فنلندا الكبرى التي تتمتع بحكم ذاتي بوصفها جزءاً من الإمبراطورية الروسية؛ جزءاً من الفراغ والنزاع. وكان للحرب بين ألمانيا وروسيا تأثيراً كبيراً على الفنلنديين منذ عام 1914.
كان لكلا الامبراطورتين مصالح سياسية واقتصادية وعسكرية في المنطقة الفنلندية. تزايدت الأهمية العسكرية للدوقية الكبرى لدى الروس منذ منتصف قرن التاسع عشر لاستمرار ارتفاع التوتر والتنافس بين القوى الأوروبية الكبرى. الأراضي الشمالية الغربية كانت جزءاً من البوابة والمنطقة العازلة (مع استونيا) من وإلى عاصمة الامبراطورية بتروغراد (سانت بطرسبرغ)، سواءً عبر خليج فنلندا نحو قاعدة كرونشتادت البحرية، أو عبر البرزخ الكاريلي بالأراضي الفنلندية. كما باتت الدوقية الكبرى أصبحت مصدراً مهماً للمواد الخام والمنتجات الصناعية والغذائية وتوفير العمال لنمو العاصمة الروسية.
رأت الإمبراطورية الألمانية منذ بداية الحرب العالمية الأولى في أوروبا الشرقية وخصوصاً روسيا مصدراً رئيسياً للمنتجات الحيوية والمواد الخام للحفاظ على قدرة الأمة خلال الحرب، وبعد النصر النهائي. كان جزء من القيادة الألمانية الأكثر اهتماماً بشأن حرب الجبهتين التي تخوضها ألمانيا، واصلت سياسة كسر العدو من الداخل عبر تقديم الدعم المالي للجماعات ثورية كالبلاشفة في روسيا. وقد أُنفـِق ما مجموعه 25 مليون مارك الألماني لروسيا. كانت المنطقة الفنلندية بالنسبة للقوات المسلحة الألمانية وسيلة للسيطرة و/أو اختراق اتجاه بتروغراد وصولا إلى شمال شرق البلاد نحو شبه جزيرة كولا، وهي منطقة غنية بالمواد الخام اللازمة لصناعة التعدين. حيث كان هنالك الكثير من احتياطيات الأخشاب والمعاددن الخام، كما كانت في فنلندا صناعة تحريج متطورة.
خلال 1809-1898، كانت العلاقات الروسية الفنلندية سلمية ومستقرة بشكل استثنائي، مقارنة بمناطق أخرى من الإمبراطورية الروسية. أدت أزمة حرب القرم في خمسينات القرن التاسع عشر في روسيا إلى محاولات لتسريع عملية تحديث روسيا، ما قاد إلى أكثر من 50 عاماً من التطور الاقتصادي والصناعي والثقافي والتعليمي الإيجابي في الدوقية الكبرى. وكان تحسين وضع اللغة الفنلندية مدهشاً بشكل خاص. كما شجعت هذه التطورات القومية الفنلندية والوحدة الثقافية من خلال ولادة الحركة الفنومانية، التي تربط الفنلنديين للنظام الحكومية المحلية، وأدت إلى فكرة أن الفنلندية دوقية هو جزء من الحكم الذاتي على نحو متزايد في الإمبراطورية الروسية.
في عام 1899 بدأت الإمبراطورية الروسية سياسة الدمج من خلال الترويس في دوقية فنلندا الكبرى:
- الحالة العسكرية والاستراتيجية لروسيا قد تصبح أكثر صعوبة بسبب صعود كل من ألمانيا واليابان، و
- لنمو الإدارة المركزية الروسية والقومية السلافية في بتروغراد.

ونتيجة لذلك، كان القيصر الروسي والقادة العسكريين منذ 1870s محاولة لتوحيد الكبيرة، الامبراطورية غير المتجانسة، كما هو موضح في الاتحاد، والروسية متعددة الجنسيات سلالي.
وكان ترويس فنلندا وأزمة القيادة الحكومية في فنلندا، وبعد ترتيب الامبراطورية 1899، نتيجة للتصادم بين أيديولوجيات السلطة الطرفية (دوقية كدولة من الإمبراطورية الروسية، لكنه جزء منفصل من النظام الحكومي الروسي غير المجزأة) والسلطة المركزية (واحد، التي تهيمن عليها روسيا بتروغراد). الترويس يهدف إلى زيادة السيطرة العسكرية والإدارية على دوقية. ودعا الفنلنديون سياسة الإدماج «في الفترة الأولى من القمع 1899-1905».
بعد عام 1899 العلاقات الروسية الفنلندية سوءا، وخطط للانسحاب من روسيا أو سيادة لفنلندا وضعت لأول مرة. ظهرت العديد من المجموعات السياسية والاقتصادية مع سياسات مختلفة فيما يتعلق بروسيا. الأكثر جذرية، والحركة الناشطة التي شملت جماعات فوضوية كلا من الطبقة العاملة والمثقفين يتحدث السويدية، رتبت هجمات ارهابية.
خلال الحرب العالمية الأولى، وعبر ظهور مصطلح الجرمانية الأخير (سفيكومانية) بدأ التعاون السري مع ألمانيا الإمبراطورية، وخلال 1915-1917 في حركة يآكاري (Jääkärit) كتيبة مؤلفة من 1900 رجل الفنلندية الطوعية تلقى تدريبه في ألمانيا، وذلك بدعم من المصدر نفسه الألمانية للتمويل، والذي ساعد البلاشفة في روسيا. العكس من ذلك، بضعة آلاف من الفنلنديين مع موقفا ايجابيا تجاه روسيا، وانضم إلى جيش القيصر في عام 1914

### السياسة
كانت الأسباب الرئيسية لارتفاع حدة الاحتقان السياسي بين الفنلنديين هي الحكم الاستبدادي للقيصر الروسي، والنظام الطبقي غير الديمقراطي في الدوقية الكبرى. وقد نشأ هذا النظام في عهد الإمبراطورية السويدية في القرن السابع عشر، والذي قسم الشعب الفنلندي فعلياً إلى مجموعتين، مفصولتين اقتصادياً واجتماعياً وسياسياً. ازداد عدد سكان فنلندا بسرعة في القرن التاسع عشر (من 860000 في عام 1810 إلى 3130000 في عام 1917)، وظهرت طبقة من العمال الصناعيين الزراعيين والفلاحين معدومي الحيازة. وصلت الثورة الصناعية والحرية الاقتصادية إلى فنلندا في وقت لاحق مما كانت عليه في أوروبا الغربية (1840-1870)، نظرا لحكم عائلة آل رومانوف.
بطبيعة الحال قادت الدولة التصنيع أساساً ومولته. عنى هذا أيضاً تقلص بعض المشاكل الاجتماعية المرتبطة بالعملية الصناعية عبر السيطرة على الإدارة، من خلال التعلم من تجارب بلدان مثل انكلترا. في حالة الفنلندية، كانت هناك اختلافات ثقافية ملحوظة بين روسيا والدوقية. أُنشأت الطبقات لبناء دولة فنلندية مستقلة علة نحو متزايد، يقودها النخبة والمثقفين. هدف الفنومانيون على وجه الخصوص لضم عامة الناس لتعزيز الدولة في دور غير سياسي من أجل الحد من اضطرابات المشاكل الاجتماعية. في الواقع، تبنى الفلاحون ورجال الدين قضية العمال بالفعل قبل بداية التصنيع على نطاق واسع. في البداية قادت الحركة العمالية وحركات غير سياسية عديدة (مثل جمعيات الشبابية وحركة الاعتدال التي أنشئت في نهاية القرن التاسع عشر) «من فوق».

### ثورة فبراير

#### التصعيد
أوقفت ثورة فبرار الفترة الثانية من عملية الترويس في 15 مارس 1917، وأزالت القيصر نيقولا الثاني. انهارت روسيا إثر الهزائم العسكرية وسأم العامّة من الحرب بسب فترة الحرب العظمى والتصادم بين النظام الأكثر تحفظًا في أوروبا والشعب الروسي الراغب بالتجديد. نُقلت سلطة القيصر إلى مجلس الدوما (البرلمان الروسي) والحكومة المؤقتة اليمينية، ولكن بتروغراد السوفيت (مجلس المدينة) تحدى هذه السلطة، الأمر الذي قاد إلى السلطة المزدوجة في البلاد.
أُعيدت حالة الحكم الذاتي 1809-1899 إلى الفنلنديين بموجب بيان مارس 1917 للحكومة الروسية المؤقتة. ولأول مرة في التاريخ، تركزت السلطة السياسية الفعلية في برلمان فنلندا. كان اليسار السياسي، الذي يتألف في الأساس من الديمقراطيين الاشتراكيين، يغطي طيفًا واسعًا من الاشتراكيين المعتدلين إلى الاشتراكيين الثوريين. وكان اليمين السياسي أكثر تنوعًا، إذ تراوح بين الليبراليين الاشتراكيين والمحافظين المعتدلين وعناصر من المحافظين اليمينيين. وكانت الأحزاب الرئيسية الأربعة:
- الحزب الفنلندي المحافظ؛
- حزب الشباب الفنلندي، الذي ضم الليبراليين والمحافظين على حد سواء، مع انقسام الليبراليين بين الليبراليين الاجتماعيين والليبراليين الاقتصاديين؛
- الرابطة الزراعية الإصلاحية الاجتماعية الوسطية، التي تستمد دعمها أساسًا من الفلاحين الذين لديهم مزارع صغيرة أو متوسطة الحجم؛
- حزب الشعب السويدي المحافظ، الذي سعى إلى الاحتفاظ بحقوق النبلاء السابقين والأقلية الناطقة بالسويدية في فنلندا.[5]

خلال عام 1917، تآزر الصراع على السلطة مع التفكك الاجتماعي. تسبب انهيار روسيا بسلسلة من التفككات بدءًا من الحكومة والجيش والاقتصاد منتشرةً في جميع ميادين المجتمع، مثل الإدارة المحلية وأماكن العمل وفرادى المواطنين. أراد الديمقراطيون الاجتماعيون الاحتفاظ بالحقوق المدنية التي تم تحقيقها بالفعل وزيادة سلطة الاشتراكيين على المجتمع. وكان المحافظون يخشون من فقدان هيمنتهم الاجتماعية والاقتصادية الطويلة الأمد. تعاون الفصيلان مع نظرائهما في روسيا، ما أدى إلى تعميق الانقسام في الأمة.
حصل الحزب الديمقراطي الاشتراكي على الأغلبية المطلقة في الانتخابات البرلمانية لعام 1916. تم تشكيل مجلس شيوخ جديد في مارس 1917 من قِبَل أوسكاري توكوي، ولكنه لم يعكس الأغلبية البرلمانية الضخمة للاشتراكيين: فقد تضمن ستة عناصر من الديمقراطيين الاشتراكيين  وستة من غير الاشتراكيين. ومن الناحية النظرية، كان مجلس الشيوخ يتألف من ائتلاف وطني واسع النطاق، ولكن من الناحية العملية (مع عدم رغبة المجموعات السياسية الرئيسية في التوصل إلى حل وسط وبقاء كبار الساسة خارجه)، أثبت عجزه عن حل أي مشكلة فنلندية كبرى. بعد ثورة فبراير، انتقلت السلطة السياسية إلى الشارع: الاجتماعات الجماهيرية والمنظمات الإضرابية ومجالس العمال والجنود تيار اليسار والمنظمات النشطة لأرباب العمل في تيار اليمين، وجميعهم يعملون على تقويض سلطة الدولة.
أوقفت ثورة فبراير الازدهار الاقتصادي الفنلندي الذي سببه الاقتصاد الحربي الروسي. وأدى انهيار الأعمال التجارية إلى البطالة وارتفاع معدل التضخم، ولكن العمال العاملين اكتسبوا فرصة لحل مشاكل أماكن عملهم. وأدت دعوة عامة الناس إلى العمل لمدة ثماني ساعات، وتحسين ظروف العمل وارتفاع الأجور إلى مظاهرات وإضرابات واسعة النطاق في الصناعة والزراعة.
في حين أن الفنلنديين تخصصوا في إنتاج الحليب والزبدة، فإن معظم الإمدادات الغذائية للبلاد اعتمدت على الحبوب المنتجة في جنوب روسيا. أدى توقف واردات الحبوب من تفكك روسيا إلى نقص الغذاء في فنلندا. واستجاب مجلس الشيوخ بإدخال نظام التقنين والتحكم بالأسعار. قاوم المزارعون سيطرة الدولة وبالتالي تشكلت سوق سوداء مصحوبة بارتفاع حاد في أسعار المواد الغذائية. ونتيجة لذلك، ازداد التصدير للسوق الحرة في منطقة بتروغراد. وأصبحت الإمدادات الغذائية والأسعار والخوف من المجاعة في نهاية المطاف مسائل سياسية عاطفية بين المزارعين والعمال الحضريين، ولا سيما العاطلين عن العمل. وخرج إلى الشوارع الناس العاديون بمخاوفهم التي استغلها السياسيون ووسائط الإعلام السياسية التحريضية المستقطبة. على الرغم من نقص الغذاء، لم تضرب المجاعة على نطاق واسع في جنوب فنلندا قبل الحرب الأهلية وبقي سوق الغذاء محفزًا ثانويًا في صراع الدولة الفنلندية على السلطة.

#### المنافسة على القيادة
تسبب إقرار مشروع قانون مجلس شيوخ توكوي تحت عنوان «قانون السلطة العليا» (بالفنلندية: laki Suomen korkeimman valtiovallan käyttämisestä المعروف أكثر باسم فالتاكي؛ بالسويدية: macktlagen) في يوليو 1917، تسبب بإحدى الأزمات الرئيسية في الصراع على السلطة بين الديمقراطيين الاشتراكيين والمحافظين. لقد فتح سقوط الإمبراطورية الروسية باب التساؤل عمّن سيتولى السلطة السياسية السيادية في الدوقية الكبرى السابقة. وبعد عقود من خيبة الأمل السياسية، عرضت ثورة فبراير على الديمقراطيين الاشتراكيين الفنلنديين فرصة للحكم؛ مع تمتعهم بالأغلبية المطلقة في البرلمان. جزع المحافظون بسبب الزيادة المستمرة في نفوذ الاشتراكيين منذ عام 1899 والتي بلغت ذروتها عام 1917.
تضمن «قانون السلطة العليا» خطة من قبل الاشتراكيين لزيادة سلطة البرلمان بشكل كبير كرد فعل على القيادة غير البرلمانية والمحافظة لمجلس الشيوخ الفنلندي بين عامي 1906 و1916. وأضاف أن مشروع القانون يعزز الاستقلال الذاتي الفنلندي في الشؤون الداخلية: فالحكومة الروسية المؤقتة لا يسمح لها إلا بحق السيطرة على السياسات الخارجية والعسكرية الفنلندية. واعتُمد القانون بدعم من الحزب الديمقراطي الاشتراكي والرابطة الزراعية وجزء من حزب الشباب الفنلندي وبعض النشطاء الحريصين على السيادة الفنلندية. وعارض المحافظون مشروع القانون واستقال بعض من أكبر ممثلي اليمين من البرلمان.
في بتروغراد، حظيت خطة الديمقراطيين الاشتراكيين بدعم البلاشفة. وكانوا يخططون لثورة ضد الحكومة المؤقتة منذ أبريل 1917 ، وأوصلت المظاهرات المؤيدة للاتحاد السوفيتي خلال أيام يوليو الأمور إلى ذروتها. وتعهد الاتحاد السوفيتي في هلسنكي واللجنة الإقليمية للسوفييت الفنلندي، بقيادة البلشفي إيفار سميلغا، بالدفاع عن البرلمان الفنلندي الذي هُدد بالهجوم. ومع ذلك، ماتزال الحكومة المؤقتة تمتلك دعمًا كافيًا من الجيش الروسي للبقاء على قيد الحياة، ومع تضاؤل حراك الشارع، فر فلاديمير لينين إلى كاريليا. وفي أعقاب هذه الأحداث، تم إلغاء «قانون السلطة العليا» ثم تراجع الديمقراطيون الاجتماعيون في نهاية المطاف؛ وأُرسل المزيد من القوات الروسية إلى فنلندا، وبتعاون وإصرار المحافظين الفنلنديين، حُلَّ البرلمان وأُعلنت انتخابات جديدة.
في انتخابات أكتوبر 1917، خسر الديمقراطيون الاشتراكيون أغلبيتهم المطلقة، ما أدى لتطرف الحركة العمالية  وانخفاض الدعم للسياسة المعتدلة. لم تُسفِر أزمة يوليو 1917 عن الثورة الحمراء في يناير 1918 من تلقاء نفسها، إنما بالتضافر مع التطورات السياسية القائمة على تفسير عامة الناس لأفكار الحركة الفنومانية والاشتراكية، فقد ساعدت الأحداث على قيام الثورة الفنلندية. ومن أجل الفوز بالسلطة، تعين على الاشتراكيين التغلب على البرلمان.
أدت ثورة فبراير إلى فقدان السلطة المؤسسية في فنلندا وحل قوة الشرطة، ما أشاع الخوف والارتياب. وردًا على ذلك، وحّد كل من اليمين واليسار جماعاتهما الأمنية، التي كانت في البداية محلية وغير مسلحة إلى حد كبير. بحلول أواخر عام 1917، في أعقاب حل البرلمان، وفي غياب الحكومة القوية والقوات المسلحة الوطنية، بدأت الجماعات الأمنية تتخذ طابعًا أوسع نطاقًا وأكثر عسكريةً. الحرس المدني (بالفنلندية: Sujeluskunat ؛ بالسويدية: skyddskåren؛ المعنى الحرفي: «فيلق الحماية») ولاحقًا الحرس الأبيض (بالفنلندية: valkokaartit؛ بالسويدية: vita gardet) نظمهما رجال النفوذ المحليين: الأكاديميون المحافظون والصناعيون وملاك الأراضي الكبار والناشطون. جرى تجنيد حرس نظام العمال (بالفنلندية:  työväen järjestyskaartit؛ بالسويدية: arbetarnas ordningsgardet) والحرس الأحمر (بالفنلندية: punakaartit ؛ بالسويدية: röda gardet) من فروع الحزب الديمقراطي الاشتراكي المحلي ومن نقابات العمال.